# Régiment de Lauzun hussards
Le régiment de Lauzun hussards est un régiment de cavalerie français d'Ancien Régime créé en 1783  devenu sous la Révolution le 5e régiment de hussards.

## Création et différentes dénomination
- - 14 septembre 1783  : création du régiment de Lauzun hussards au profit du duc de Lauzun, à Hennebont, avec la cavalerie de la Légion des volontaires étrangers de Lauzun (2 escadrons de hussards) rentrant de la campagne en Amérique de 1780 à 1783. Le régiment est immédiatement déplacé sur Lauterbourg.
- 17 mars 1788 :  renforcé d’un 4e escadron tiré des régiments de cavalerie réformés de Nassau, La Marche et Franche-Comté
- 1er janvier 1791 : renommé 6e régiment de hussards
- 4 juin 1793 : renommé 5e régiment de hussards

## Équipement

### Habillement

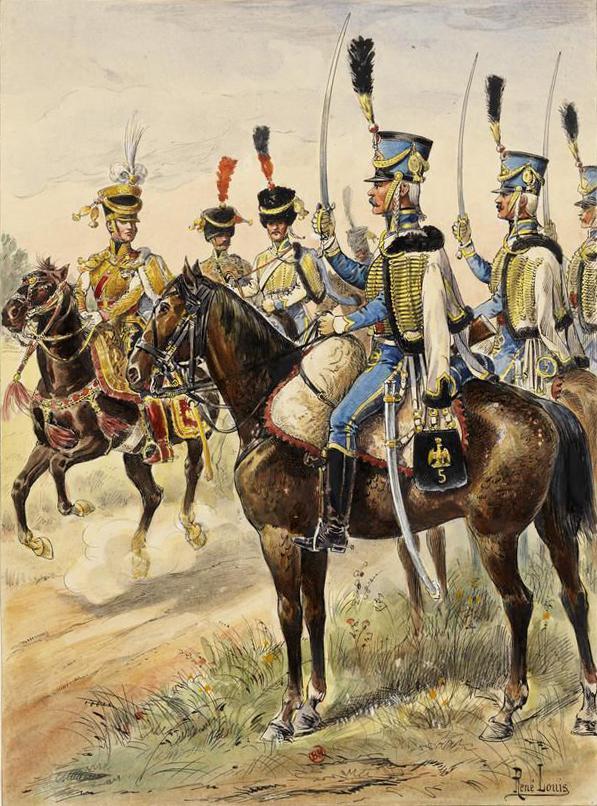
Revue du 5e régiment de hussards par Junot, duc d’Abrantès et colonel-général des Hussards, en 1808.

Pelisse, parements et retroussis du dolman blancs, dolman, surtout et pantalon bleu céleste, gilet rouge, tresses et  boutons jaunes, manteau vert, schakos doublés en bleu.
|  |  |

|  |  |  |  |

## Historique

### Colonels et chefs de brigade
- 14 septembre 1783 : Armand Louis de Gontaut-Biron, duc de Lauzun
- 7 octobre 1787 : César Pierre, comte de Pestalozzi
- 5 février 1792 : Antoine Marie Paris d’Illins
- 8 juillet 1792 : Emmanuel de Grouchy, maréchal de France en 1831, † 29 mai 1847
- 12 octobre 1792 : Adélaïde Blaise François Lelièvre, dit Lagrange
- 26 janvier 1793 : Charles Édouard Saül Jennings, baron de Kilmaine
- 28 octobre 1793 : François Ruin
- 3 mars 1794 : Engelbert Scholténius
- 3 septembre 1799 : François Xavier de Schwarz
- 30 décembre 1806 : Pierre César Déry
- 21 septembre 1809 : Charles Claude, baron Meuziau
- 16 mai 1813 : Alphonse Fournier
- 8 octobre 1814 : Jean-Baptiste Liégard

### Campagnes et batailles
Le 6e régiment de hussards, puis 5e régiment de hussards à la suite de l’émigration du régiment de Saxe hussards le 4 mai 1792, a fait les campagnes de 1792 à 1794 à l’armée du Nord. Il se signale à la bataille de Nerwinde, le 18 mars 1793.

Campagnes des ans IV et V à l’armée du Nord ; an VI aux armées de l’Ouest et de Mayence ; ans VII aux armées de Mayence et du Danube ; ans VIII et IX à l’armée du Rhin. Faits d’armes : bataille de l’Iller, le 5 juin 1800.
Il a fait les campagnes de l’an XII à l’an XIV en Hanovre ; 1806 au 1er corps de la Grande Armée ; 1807 et 1808 au corps de réserve de cavalerie de l’armée d’Allemagne ; 1810 au 3e corps d’Allemagne et à l’armée d’Espagne ; 1811 aux armées d’Espagne et de Portugal ; 1812 au corps d’observation de l’Elbe (2e corps de réserve de la Grande Armée) ; 1813 au 2e corps de réserve ; 1814 au 2e corps de cavalerie ; 1815 au 3e corps d’armée.
Licencié en 1815, ses débris sont versés dans le régiment de hussards du Haut-Rhin, formé en 1816. 

## Mémoire et traditions

### Personnalités ayant servi au régiment
- Maurice François, comte de  Mac-Mahon, nommé, le 7 octobre 1787, mestre de camp en second au régiment de Lauzun hussards
- Louis Bonaparte, chef d’escadron du 5e régiment de hussards en 1800